# Binnie Barnes
Binnie Barnes (25 de mayo de 1903 – 27 de julio de 1998), también conocida como Gertrude Maude Barnes, fue una actriz británica. 

## Biografía
Su verdadero nombre era Gittel Enoyce Barnes, y nació en el barrio londinense de Islington. Su padre era judío, y su madre italiana, y la actriz se crio en el ambiente judío. En sus inicios trabajó en período de pruebas en una granja y en un hospital. Posteriormente fue bailarina en un salón de baile y compañera en escena de Tex McLeod, antes de acabar actuando en el cabaret y en revistas.
Barnes empezó su carrera cinematográfica en 1923, actuando en un corto producido por Lee De Forest en su proceso sonoro Phonofilm. Su carrera, iniciada en el Reino Unido, siguió después en Hollywood, hasta que en 1973 rodó su último título, 40 Carats. Probablemente su película más famosa fuera La vida privada de Enrique VIII (1933), con Charles Laughton en el papel del título, y Barnes como Catalina Howard.
Barnes se casó con el productor cinematográfico Mike Frankovich, adoptando posteriormente la nacionalidad estadounidense. La pareja adoptó tres hijos.
Binnie Barnes falleció por causas naturales en Beverly Hills, California, en 1998. Tenía 95 años de edad. Le sobrevivieron sus tres hijos, uno de ellos el director de producción Mike Frankovich Jr., y otro el productor Peter Frankovich. La actriz fue enterrada en el Cementerio Forest Lawn Memorial Park de Glendale (California).

## Filmografía parcial
- Down Our Street (1932)
- Murder at Covent Garden (1932)
- Counsel's Opinion (1933)
- La vida privada de Enrique VIII (1933)
- The Silver Spoon (1934)
- The Private Life of Don Juan (1934)
- Diamond Jim (El hombre de los brillantes) (1935)
- Rendezvous (Código secreto) (1935)
- La Fiesta de Santa Barbara (1935)
- The Last of the Mohicans (1936)
- Three Smart Girls (Tres diablillos) (1936)
- Broadway Melody of 1938 (La melodía de Broadway) (1938)
- The Divorce of Lady X (El divorcio de la señorita X) (1938)
- The Adventures of Marco Polo (Las aventuras de Marco Polo) (1938)
- Holiday (1938)
- Gateway (1938)
- Los tres mosqueteros (1939)
- Wife, Husband and Friend (1939)
- Man About Town (Un tenorio improvisado) (1939)
- Frontier Marshal (1939)
- 'Til We Meet Again (1940)
- Skylark (Alondra del cielo) (1941)
- In Old California (En el viejo California) (1942)
- The Man from Down Under (1943)
- Barbary Coast Gent (1944)
- It's in the Bag (1945)
- The Spanish Main (Caribe) (1945)
- The Time of Their Lives (1946)
- If Winter Comes (1947)
- Decameron Nights (1953)
- Málaga (1954)
- The Trouble with Angels (Ángeles rebeldes) (1966)
- Where Angels Go, Trouble Follows (1969)
- 40 Carats (Cuarenta quilates) (1973)